# Шанлијурфа (вилајет)
Шанлијурфа (тур. Şanlıurfa) је вилајет у Турској. Популација вилајета износи 25.066 становника. Административни центар вилајета је град Шанлијурфа.